# Киряково (Тверская область)
Киряково — опустевшая деревня в Кашинском городском округе Тверской области.

## География
Находится в юго-восточной части Тверской области на расстоянии приблизительно 12 км на восток по прямой от города Кашин.

## История
Деревня была показана ещё на карте 1825 года. В 1859 году здесь (деревня Кашинского уезда) был учтен 31 двор. До 2018 года входила в состав ныне упразднённого Карабузинского сельского поселения. По состоянию на 2020 год опустела.

## Население
Численность населения: 167 человек (1859 год), 0 как в 2002 году, так и в 2010.